# لورا ألبرتا لينتون
لورا ألبرتا لينتون (بالإنجليزية: Laura Alberta Linton)‏ هي عالمة معادن ‏ وكيميائية وطبيبة أمريكية، ولدت في 8 أبريل 1853، وتوفيت في 1 أبريل 1915.